# Famous Players-Lasky
Famous Players-Lasky — американская кинокомпания, созданная 19 июля 1916 года в результате слияния компаний «Famous Players Film Company» Адольфа Цукора и «Feature Play Company» Джесси Л. Ласки. Сделка, возглавляемая президентом Цукором, в конечном итоге привела к объединению восьми кинокомпаний, делая «Famous Players-Lasky Corporation» одним из крупнейших производителей немого кино. В сентябре 1927 года «Famous Players-Lasky» была реорганизована в «Paramount Famous Lasky Corporation», позже став «Paramount Pictures Corporation» (сейчас подразделение «Viacom»). Финансовые проблемы в киноиндустрии в результате Великой депрессии привели компанию к банкротству.
Успех «Famous Players-Lasky» был обусловлен тем, что Цукору удалось привлечь к себе таких крупных звёзд того времени, как Мэри Пикфорд, Рудольф Валентино, Глория Свенсон, Клара Боу и Нэнси Кэрролл. Киностудия «Kaufman Astoria Studios» в Нью-Йорке, которую кинокомпания «Famous Players-Lasky» построила в 1920 году для съёмок своих фильмов, включена в 1978 году в Национальный реестр исторических мест США.